# Bellevue, Genève
Bellevue är en ort och kommun i kantonen Genève, Schweiz. Kommunen har 4 104 invånare (2023). Bellevue ligger vid Genèvesjöns norra strand.